# Dracaena
Dracaena Vand. ex L. è un genere di piante monocotiledoni della famiglia Asparagaceae (sottofamiglia Nolinoideae), originario delle zone tropicali dell'Africa, dell'Asia e dell'America.

## Descrizione
Comprende piante arbustive e semiarbustive sempreverdi, con fusti eretti semplici o ramificati, grandi foglie lanceolate o lineate con sfumature e variegature di vari colori e di consistenza coriacea.

## Tassonomia
Secondo la classificazione tradizionale (sistema Cronquist) il genere Dracaena fa parte della famiglia Agavaceae, ordine Liliales.
La classificazione APG IV (2016), che si avvale delle recenti ricerche genetiche, colloca il genere Dracaena nella sottofamiglia Nolinoideae delle Asparagaceae (ordine Asparagales).

### Alcune specie
Il genere comprende 190 specie.
Le specie più utilizzate come piante ornamentali sono: 
- D. reflexa var. angustifolia Baker (sin.: Dracaena marginata Lam.[6]), dalle foglie striate di rosso giallo e verde;
- D. fragrans, comunemente detto "tronchetto della felicità", a foglie larghe di colore verde, esistono molte varietà variegate, con striature[7]
- D. braunii, con il fogliame ovale con strisciature verdi e bianche, commercializzata con il nome di "Lucky Bamboo"
- D. draco, endemica della Macaronesia, presenta sulla parte apicale del fusto ciuffi di foglie strette e lunghe, di colore verde cupo, da cui un tempo si estraeva il "sangue di drago".
- D. trifasciata (sin. Sansevieria trifasciata), originaria dell'Africa equatoriale, è usata come ornamentale anche da appartamento ed è popolarmente conosciuta come "lingua di suocera".